# Movimento Patriottico Popolare

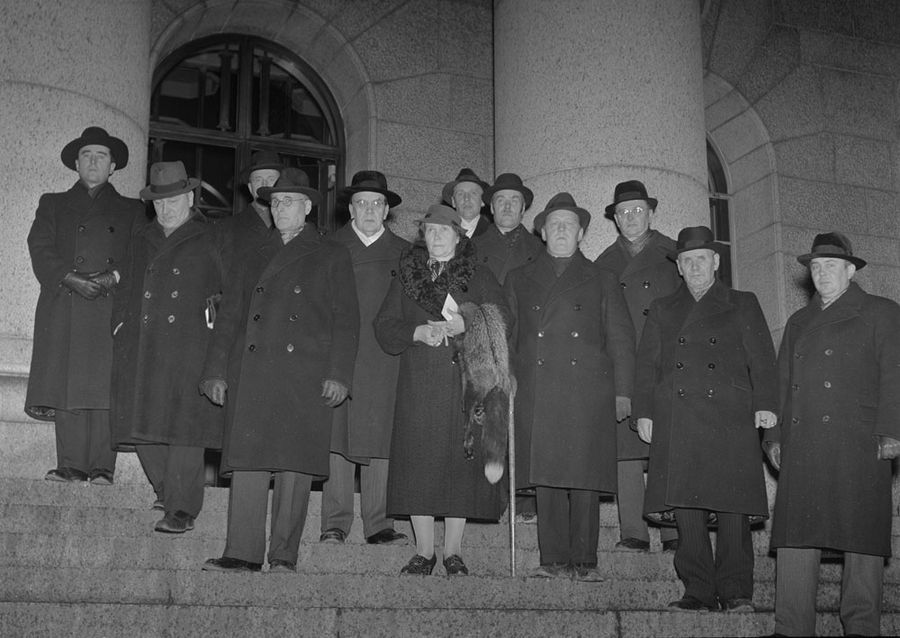
Gruppo parlamentare del Movimento patriottico popolare di fronte all'Eduskunta

Il Movimento Patriottico Popolare (in finlandese Isänmaallinen kansanliike, sigla IKL) è stato un movimento nazionalista e anticomunista finlandese fondato il 5 giugno 1932, da Herman Gummerus, Erkki Räikkönen e altri fuoriusciti dal Lapuan Liike oramai divenuto illegale. La loro divisa era la camicia nera come il fascismo italiano. È stato difatti un partito di forte connotazione ideologica fascista. La sua organizzazione giovanile era nota come Sinimustat, diretta da Elias Simojoki.
Partecipò alle elezioni parlamentari del 1933 ottenendo 14 seggi (su 200). Nel 1938 l'allora ministro degli interni Urho Kekkonen provò a bandire il movimento ma il parlamento di Helsinki non ratificò il decreto legge.
Una profonda lacerazione scosse il movimento durante la guerra d'inverno, quando la Germania nazista avallò l'annessione della Finlandia all'Unione Sovietica, impedendo il passaggio dei rifornimenti esteri alla Finlandia attraverso il mar Baltico. La componente filo-tedesca venne estromessa da ogni attività ed il partito prese una linea totalmente filo-italiana. L'entusiasmo nel partito riprese solamente in seguito alla guerra di Continuazione dopo l'attacco tedesco all'URSS.
Il movimento è stato sciolto il 23 settembre 1944 dopo l'armistizio tra la Finlandia e l'Unione Sovietica. Molti membri del partito sono stati pastori, seguaci del movimento pauperista.
Da notare come nel dopoguerra divennero presidenti della Finlandia i due più acerrimi oppositori dell'IKL, Juho Kusti Paasikivi e Urho Kekkonen.